# Espagueti

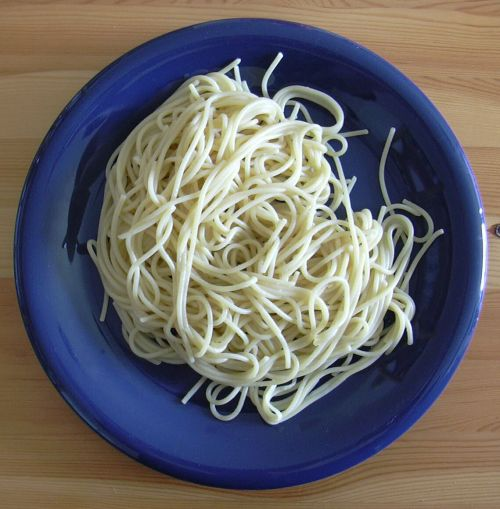
Espaguetis.

Els espaguetis (en italià, spaghetti) són un tipus de pasta amb forma llarga i prima, de secció circular.

## Orígens
La paraula prové de l'italià spaghetto, que és el diminutiu de spago ("cordó"), en plural: spaghetti.
Tot i que els espaguetis són un plat típic de la cuina italiana, segons la tradició són originaris de la Xina i varen ser introduïts al país per Marco Polo o els àrabs, segons les versions.

## Preparació
Els espaguetis es cuinen fent-los bullir en aigua salada fins que s'ablaneixen, cosa que pot trigar d'uns 7 a 10 minuts aproximadament, depenent del gruix de la pasta. Segons el temps de cocció es poden preparar "al dente" o tous.
Es preparen molt sovint de forma senzilla, amb mantega i parmesà (estil Alfredo), o acompanyats amb salsa de tomàquet. Però també de forma més elaborada acompanyats de verdures, carns, peixos, bolets, etc.
Algunes de les variants més comunes de preparar els espaguetis segon els condiments que portin són a la "bolonyesa", a la "puttanesca", a la "napolitana", a la "carbonara", al "aglio, olio e peperoncino" i amb beixamel.